# Kalyke
Kalyke (Jowisz XXIII) – mały zewnętrzny księżyc Jowisza, odkryty w 2000 roku przez grupę astronomów z Uniwersytetu Hawajskiego, kierowaną przez Scotta Shepparda.

## Nazwa
W mitologii greckiej Kalyke była matką Endymiona. Wcześniej księżyc nosił tymczasowe oznaczenie S/2000 J 2.

## Charakterystyka fizyczna
Kalyke jest jednym z najmniejszych księżyców Jowisza, jego średnicę ocenia się na około 5 km. Średnia gęstość tego ciała ma wartość ok. 2,6 g/cm3, a składa się przeważnie z krzemianów. Powierzchnia księżyca jest bardzo ciemna – jego albedo wynosi zaledwie 0,04. Z Ziemi można go zaobserwować jako obiekt o jasności wizualnej co najwyżej 21,8 magnitudo.
Kalyke obiega Jowisza ruchem wstecznym, czyli w kierunku przeciwnym do obrotu planety wokół własnej osi. Satelita należy do grupy Karme. Jest bardziej czerwony niż inne księżyce z tej grupy.